# Andy Holmes
Andy Holmes, né le 15 octobre 1959 à Uxbridge et mort le 24 octobre 2010 à Southwark, était un rameur britannique. Il a été double champion olympique, en quatre sans barreur aux jeux de 1984 à Los Angeles, et en deux sans barreur des jeux de 1988 de Séoul. Lors de ces deux titres, il faisait équipe avec Sir Steve Redgrave.

## Palmarès
Jeux olympiques d'été
- Médaille d'or en quatre sans barreur aux Jeux olympiques d'été de 1984 à Los Angeles,  États-Unis
- Médaille d'or en deux sans barreur aux Jeux olympiques d'été de 1988 à Séoul,  Corée du Sud
- Médaille de bronze en deux barré aux Jeux olympiques d'été de 1988 à Séoul,  Corée du Sud

Championnats du monde d'aviron
- Médaille d'or en deux barré aux Championnats du monde 1986 à Nottingham,  Royaume-Uni
- Médaille d'or en deux sans barreur aux Championnats du monde 1987 à Copenhague,  Danemark
- Médaille d'argent en deux barré aux Championnats du monde 1987 à Copenhague,  Danemark

Jeux du Commonwealth
- Médaille d'or en deux sans barreur aux Jeux du Commonwealth de 1986 à Édimbourg
- Médaille d'or en quatre sans barreur aux Jeux du Commonwealth de 1986 à Édimbourg